# Imonbukuro

Darstellung eines Imonbukuro. V. l. n. r.: Name (氏名), Adresse (住所), Imonbukuro (慰問袋), „Bete für langes Kriegsglück“ (祈武運長久).

Als Imonbukuro (jap. 慰問袋, dt. etwa: „Trostbeutel, Aufmunterungsbeutel“) wurden Geschenksendungen bezeichnet, die von japanischen Zivilisten zwischen 1937 und 1945 an Soldaten der Kaiserlich Japanischen Streitkräfte geschickt wurden. Gefüllt mit nichtverderblichen Lebensmitteln und Toilettenartikeln, die nicht durch die Armee zugeteilt wurden, stellten die Imonbukuro die zivile Unterstützung für die Kriegsanstrengungen dar.

## Geschichte

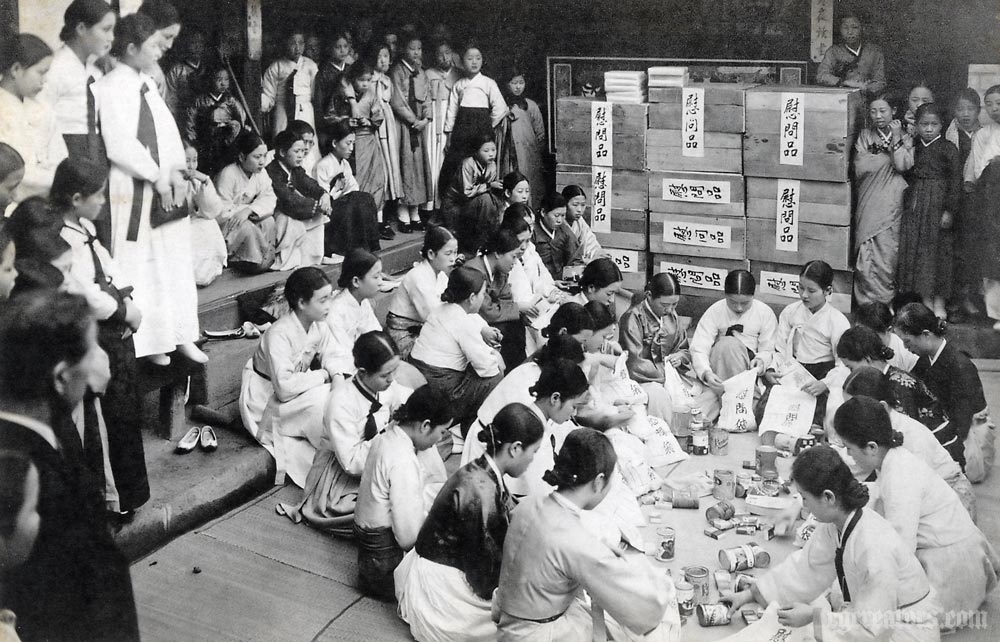
Koreanische Frauen in der damaligen japanischen Kolonie Korea verpacken Konservendosen und andere Artikel in Imonbukuros.

Nach dem Zwischenfall an der Marco-Polo-Brücke 1937 schickten japanische Zivilisten ihren Angehörigen Geschenksendungen, die Imonbukuro genannt wurden, um deren Moral zu heben. Während der 1930er waren die Imonbukuro nur eine Art von vielen unterschiedlichen zivil organisierten Hilfssendungen. Sie ähnelten den Liebesgaben, die während des Ersten Weltkrieges von Zivilisten im Deutschen Kaiserreich an deutsche Soldaten verschickt worden waren. Die von japanischen Zivilisten organisierte Aktion sammelte nichtverderbliche Lebensmittel, meistens Konservendosen, und Toilettenartikel, die nicht durch die Armee zugestellt wurden. Diese wurden in weiße beschriftete Säcke gepackt, die den Namen und die Adresse (Einheit) des betreffenden Soldaten enthielten. Des Weiteren war auf dem Imonbukuro der Satz Inoru buun chōkyū (祈武運長久) angebracht, der in etwa „Bete für langes Kriegsglück“ entspricht. Die Imonbukuros wurden oft in öffentlichen Veranstaltungen, meistens von Jugendlichen, die zu patriotischen Diensten ermutigt wurden, verpackt.

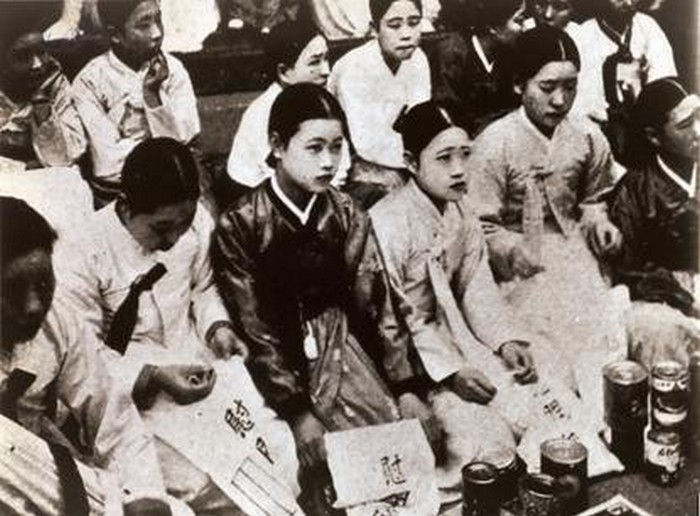
Koreanische Jugendliche mit Imonbukuros.

Die Imonbukuro wurden bis Kriegsende 1945 an die Soldaten verschickt.
Auch die in der US-Armee dienenden amerikanischen Staatsbürger japanischer Herkunft erhielten von ihren Angehörigen in den USA Imonbukuros zugesendet. Diese Tradition hält bis heute an.